# Angelo Frondoni
Angelo Frondoni (26. února 1809 Zibello – 4. června 1891 Lisabon) byl italský hudební skladatel, žijící a tvořící převážně v Porrtugalsku.

## Život
Narodil se v Pieveottoville Zibello, nedaleko Parmy 26. února 1809 rodičům Paolu a Maddaleně roz. Marchi . Studoval na Scuola del Carmine (nyní konzervatoř) v Parmě klavír a kompozici. Svou první operu Il carrozzino da vendere uvedl 29. června 1833 v Teatro alla Scala v Miláně s nevelkým úspěchem. Větší zájem vzbudila farsa Un terno al lotto uvedená o dva roky později v Teatro Carcano. Působil jako varhaník v Soragnu a v roce 1838 byl pozván portugalským hrabětem J. P. Quintellou dirigovat v lisabonském divadle Teatro Nacional de São Carlos. Záhy se stal v Portugalsku velmi populárním jako skladatel oper, operet a baletů. V letech 1844–1850 byl ředitelem divadla Teatro Rua dos Condes. V letech 1850–1868 řídil divadlo Teatro Gymnasio a konečně v letech 1868–1873 byl v téže funkci v divadle Teatro da Trindade.
Kromě kompoziční činnosti psal hudební kritiky z nichž nejznámější byla kritika namířená proti Lohengrinu Richarda Wagnera. Byl přesvědčeným republikánem. V roce 1846 zkomponoval chorál Maria da Fonte, který se stal hymnou odpůrců portugalského královského domu. Napsal rovněž báseň na oslavu amerického prezidenta Abrahama Lincolna (1867).
Zemřel v Lisabonu 4. června 1891 ve věku 82 let.

## Dílo

### Opery a operety
- Il carrozzino da vendere (melodramma comico, libreto Callisto Bassi, Milán, Teatro alla Scala, 1833)
- Un terno al lotto (scherzo comico, libreto Carlo Cambiaggio, Milán, Teatro Carcano, 1835)
- I profughi di Parga (dramma lirico, libreto Cesare Perini, Lisabon, Teatro de São Carlos, 1844)
- O beijo (farsa lirica, libreto José Maria da Silva Leal, Lisabon, Teatro da Rua dos Condes, 1844)
- O Caçador (farsa lirica, libreto José Maria da Silva Leal, Lisabon, Teatro da Rua dos Condes, 1845)
- Um bon homen d'outro tempo (commedia lirica, libreto José Carlos dos Santos, Lisabon, Teatro da Rua dos Condes, 1846)
- Mademoiselle de Mérange (opereta, libreto Adolphe de Leuven a Léon Lhérie, Lisabon, Teatro das Larangeiras, 1847)
- Qual dois dois? (farsa, Lisabon, Teatro Gymnasio, 1849)
- O andador das almas (opereta, libreto Francisco Palha, parodie na Lucii z Lammermooru Gaetana Donizettiho, Lisabon, Teatro Gymnasio, 1850)
- O cappellão do regimento (commedia lirica, libreto R. J. de Sousa Netto, Lisabon, Gymnasio, 1850)
- O cerco de Syracusa (tragedia lirica, libreto F. Emery, Lisabon, Gymnasio, 1852)
- A somnanbula sem o ser (commedia lirica, libreto J. A. de Oliveira a P. Martin, Lisabon, Gymnasio, 1853)
- Gabriel e Lusbel ou O thaumaturgo (misterio, libreto José Maria Braz Martins, Lisabon, Gymnasio, 1854)
- O defensor da Egreja (dramma sacro, libreto Augusto César de Lacerda, Lisabon, Gymnasio, 1858)
- Barbableu (Lisabon, Teatro da Trindade, 1863)
- Tres rocas de crystal (opera fantastica, libreto Aristides Abranches, Lisabon, Teatro da Trindade, 1872)
- O filho da senhora Angot (opera buffa, Lisabon, Teatro do Príncipe Real, 1875)

### Balety
- Dgengiz-Kan ou A conquista da China (Lisabon, Teatro São Carlos, 1838)
- L'isola dei portenti (Lisabon, Teatro São Carlos, 1839)
- Il ritorno di Pietro il Grande da Mosca (Lisabon, Teatro São Carlos, 1839)

### Jiné skladby
- Maria da Fonte (republikánská hymna, 1846)
- Il re ed Ernesta (scénická hudba, 1856)
- La famiglia del colono (scénická hudba, 1863)
- Il Vangelo in azione (dramma religioso, Lisabon, Gymnasio, 1870)